# Aristolochia hainanensis
Aristolochia hainanensis är en piprankeväxtart som beskrevs av Elmer Drew Merrill. Aristolochia hainanensis ingår i släktet piprankor, och familjen piprankeväxter. Inga underarter finns listade i Catalogue of Life.